# Skyeterriër
De skyeterriër is een erkend hondenras afkomstig uit Schotland of Engeland. Het ras is genoemd naar het eiland Skye, dat deel uitmaakt van de Hebriden. Oorspronkelijk werd de skyeterriër gebruikt voor de jacht op otters, dassen en vossen, maar wordt nu meestal alleen als gezinshond gezien.

## Uiterlijk
De skyeterriër heeft een langharige, dubbele vacht. De bovenharen zijn lang, stug en recht, de ondervacht is kort en wollig. De kleuren zijn meestal grijs of zwart, maar blond of reebruin met donkere aftekening aan snuit, oren en staart komt ook voor.
De hond is veel langer dan hoog, de ideale schofthoogte is 25-26 centimeter.
De totale lengte van neuspuntje tot staarteinde kan meer dan een meter bedragen. Het gewicht bedraagt 10-12 kilogram. Het teefje blijft iets kleiner.

## Karakter
De skyeterriër is een waardige, rustige, aanhankelijke en moedige waakhond. Sommige hebben de neiging een eenmanshond te worden, maar met een consequente opvoeding kan het een goede gezinshond zijn, die wel gereserveerd blijft ten opzichte van vreemden.

## Verzorging
De vacht moet minstens eenmaal per week goed geborsteld worden. De vacht valt in een scheiding midden over de rug. Overbeharing in de oorschelp en onder de voetzolen kan weggeknipt worden.
De skyeterriër heeft veel beweging nodig en is graag buiten om lange wandelingen te maken.

## Varia

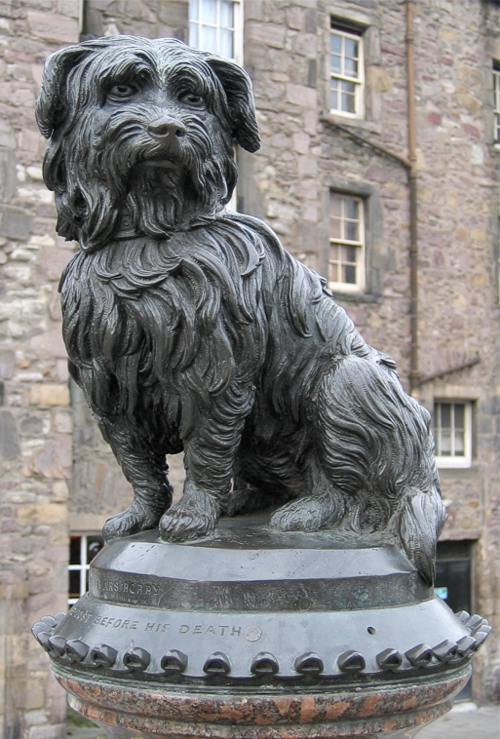
Standbeeld van
Greyfriars Bobby

De hond Greyfriars Bobby, die bij het graf van zijn overleden baas bleef waken en waarvoor een standbeeld werd opgericht, was vermoedelijk een skyeterriër.
Airedaleterriër ·
Amerikaanse staffordshireterriër ·
Australische silkyterriër ·
Australische terriër ·
Bedlingtonterriër ·
Borderterriër ·
Braziliaanse terriër ·
Bulterriër ·
Cairnterriër ·
Ceskyterriër ·
Dandie Dinmont-terriër ·
Duitse jachtterriër ·
Engelse toyterriër ·
Foxterriër ·
Glen of Imaalterriër ·
Ierse terriër ·
Irish soft-coated wheaten terrier ·
Jackrussellterriër ·
Japanse terriër ·
Kerry blue-terriër ·
Lakelandterriër ·
Manchesterterriër ·
Miniatuur Bulterriër ·
Norfolkterriër ·
Norwichterriër ·
Parson Russell-terriër ·
Schotse terriër ·
Sealyhamterriër ·
Skyeterriër ·
Staffordshire-bulterriër ·
Welsh terriër ·
West Highland white terrier ·
Yorkshireterriër